# Dicentra pauciflora
Dicentra pauciflora är en vallmoväxtart som beskrevs av S. Wats.. Dicentra pauciflora ingår i släktet lyrblommor, och familjen vallmoväxter. Inga underarter finns listade i Catalogue of Life.